# Frederik De Backer
Frederik De Backer (Jette, 30 mei 1987) is een Vlaams columnist.

## Biografie

### Journalistiek
Frederik De Backer behaalde in 2010 een professionele bachelor in de journalistiek aan de Arteveldehogeschool Gent. Hij werkte als eindredacteur voor Het Laatste Nieuws, Het Nieuwsblad en De Morgen, en schreef voor onder meer Menzo en P-Magazine. In 2019 stond hij als hoofdredacteur mee aan de basis van het opnieuw opgestarte muziekblad RifRaf. Sinds 2022 is hij uitsluitend actief als columnist, en dit voor De Morgen en Humo.

### Andere media
In 2020 verscheen van zijn hand de kortverhalenbundel Naarland (Borgerhoff & Lamberigts), in 2022 gevolgd door Het boek is beter (Borgerhoff & Lamberigts), een verzameling van tv-columns voor De Morgen.
In 2015 begon De Backer met het interviewen van muzikanten voor de podcast Antiradio en startte hij de satirische podcast Mij Gedacht over de televisieserie F.C. De Kampioenen. Mij Gedacht werd in 2021 op de Belgian Podcast Awards verkozen tot Best Comedy Podcast.
Voor het tv-programma Fanatico, dat in 2015 en 2016 te zien was op Play Sports, schreef en speelde hij de sketches rond het typetje 'de T3'. Op het gala van de Profvoetballer van het Jaar 2016 werden de drie genomineerden ingeleid met filmpjes met de T3.

## Publicaties
- Naarland. Gent: Borgerhoff & Lamberigts, 2020[1]
- Het boek is beter[2]: Borgerhoff & Lamberigts, 2022